# 量産型リコ -もう1人のプラモ女子の人生組み立て記-
『量産型リコ -もう1人のプラモ女子の人生組み立て記-』（りょうさんがたリコ もうひとりのプラモじょしのじんせいくみたてき）は、2023年6月30日（29日深夜）から9月1日（8月31日深夜）まで、テレビ東京系列の「木ドラ24」枠で放送されたテレビドラマ。
2022年に同枠で放送された『量産型リコ -プラモ女子の人生組み立て記-』とは別の「もう1つの世界」を生きる小向璃子の成長を描く作品として制作され、引き続いて与田祐希（乃木坂46）が主演を務めるほか、メインキャストの大半が続投する。

## あらすじ
「ドリームクレージー」を起業した小向璃子はスタートアップ企業支援プロジェクト「ドッグラン」代表の犬塚輝から新しいことに挑戦するようアドバイスを受け、プラモデル作りに挑戦する。

## キャスト

### 主要人物
小向璃子（こむかい りこ）
演 - 与田祐希（乃木坂46）
ドリームクレイジーの社長。

### ドリームクレイジー
大学時代に璃子が友人と立ち上げたスタートアップ企業。通称ドリクレ。
高木真司
演 - 望月歩
璃子の同級生。ドリクレ共同創業者でエンジニア担当。大学時代からプログラミングが得意。
浅井祐樹
演 - 前田旺志郎
璃子の同級生。ドリクレ共同創業者3人の中では一番の行動派。切り込み隊長的な存在。
後田浩一郎
演 - 矢柴俊博
新メンバーで財務担当。前職は大手銀行である三橋銀行の行員。
熊本侑美
演 - 市川由衣
新メンバーでデザイナー担当。前職では大手IT企業で、さまざまなサービスのデザインを担当している。

### Perfect Beans
「ドリクレ」のライバルのスタートアップ会社。
中野京子
演 - 藤井夏恋
社長。周りには流されないタイプ。
ハル
演 - 天川れみ（LINKL PLANET）
研究開発担当。中野のことを「ボス」として尊敬している。

### ドッグラン
スタートアップ企業支援プロジェクト。
犬塚輝
演 - マギー
代表。
雉村仁
演 - 森下能幸
犬塚の秘書。

### 矢島模型店
アオ
演 - 石田悠佳（LINKL PLANET）
アルバイト店員。璃子のプラモデル作りを優しくフォローする。
矢島一
演 - 田中要次
店主。通称はやっさん。

### ゲスト

#### 第2話
白川悟
演 - 須賀健太
若手起業家。

#### 第5話
ハニーストアのエリア部長
演 - ゆってぃ

ナレーション（声）
演 - 伊武雅刀

#### 第6話
リコの兄
演 - 中島歩

大石ユキ
演 - 平野綾
リコの幼なじみ。

リコの母
演 - 高田聖子

#### 第8話
マイカ
演 - 荒井芽依（LINKL PLANET）（第9話）
リコにプラモデルのディテールアップを指導する。
ちえみ
演 - 石川恵里加（LINKL PLANET）（第9話）
リコにジオラマの技術を指導する。

#### 最終話
猿渡敦
演 - 与座よしあき
TVキングMC。

Muro
演 - 石川雷蔵
TVキング出場者。

田淵進
演 - 林泰文
TVキング出場者。

## スタッフ
- 企画・原案・プロデュース - 畑中翔太（dea / BABEL LABEL）[1]
- 脚本 - マンボウやしろ、畑中翔太、オコチャ、山元悠加[1]
- 音楽 - 岩本裕司
- オープニングテーマ - 樋口楓「ぶっ飛んでラニカイ」（Lantis）[11]
- エンディングテーマ - LINKL PLANET「Part to Part」[12]
- 監督 - 三石直和、ヤング・ポール[1]
- プロデューサー - 漆間宏一（テレビ東京）、寺原洋平（テレビ東京）、涌田秀幸（C&Iエンタテインメント）[1]
- 制作協力 - BANDAI SPIRITS
- 制作 - テレビ東京、C&Iエンタテインメント
- 製作著作 - 「量産型リコ」製作委員会2023

## 放送日程
| 各話   | 放送日  | サブタイトル                         | 脚本           | 監督         |
| ------ | ------- | ------------------------------------ | -------------- | ------------ |
| 第1話  | 6月30日 | 量産型リコ行きます                   | マンボウやしろ | 三石直和     |
| 第2話  | 7月07日 | 無限の中間形態                       | オコチャ       | ヤングポール |
| 第3話  | 7月14日 | 難攻不落の熊本さん                   | 畑中翔太       | 三石直和     |
| 第4話  | 7月21日 | シン・後田浩一郎                     | オコチャ       | ヤングポール |
| 第5話  | 7月28日 | ドリクレ・ジェットストリームアタック | マンボウやしろ | 三石直和     |
| 第6話  | 8月04日 | リコの夏休みだーZ                    | 山元悠加       | 三石直和     |
| 第7話  | 8月11日 | ドリクレの決闘                       | 畑中翔太       | ヤングポール |
| 第8話  | 8月18日 | リコ、修行する                       | マンボウやしろ | ヤングポール |
| 第9話  | 8月25日 | リコと中野の戦い                     | マンボウやしろ | 三石直和     |
| 最終話 | 9月01日 | 小向リコは自由だ                     | 畑中翔太       | 三石直和     |

## 登場プラモデル
劇中に登場するプラモデル。
| 各話   | プラモデル                                                             | 作成者                                             | 出典   |
| ------ | ---------------------------------------------------------------------- | -------------------------------------------------- | ------ |
| 第1話  | BANDAI SPIRITS HGUC 1/144 ユニコーンガンダム ユニコーンモード          | 小向璃子                                           | [ 14 ] |
| 第2話  | BANDAI SPIRITS HG 1/100 YF-19                                          | 小向璃子                                           | [ 15 ] |
| 第3話  | 童友社 日本の名城プラモデル デラックス版 熊本城                        | 小向璃子                                           | [ 16 ] |
| 第4話  | BANDAI SPIRITS Figure-rise Standard 仮面ライダー（シン・仮面ライダー） | 後田浩一郎                                         | [ 17 ] |
| 第5話  | BANDAI SPIRITS HGUC 1/144 ドム/リック・ドム                            | 小向璃子、高木真司、浅井祐樹、後田浩一郎、熊本侑美 | [ 18 ] |
| 第6話  | BANDAI SPIRITS HG 1/144 マジンガーZ（マジンガーZ INFINITY Ver.）       | 小向璃子                                           | [ 19 ] |
| 第7話  | BANDAI SPIRITS HG 1/144 ガンダム・エアリアル                           | 小向璃子、浅井祐樹                                 | [ 20 ] |
| 第8話  | タミヤ 1/48 グラマン F-14A トムキャット (後期型) 発艦セット            | 小向璃子                                           | [ 9 ]  |
| 第9話  | BANDAI SPIRITS HGUC 1/144 シャア専用ザクII                             | 小向璃子、中野京子                                 | [ 21 ] |
| 最終話 | BANDAI SPIRITS HG スコープドッグ                                       | 小向璃子                                           | [ 10 ] |

## 放送局
| 放送期間                | 放送時間         | 放送局         | 対象地域       | 備考                     |
| ----------------------- | ---------------- | -------------- | -------------- | ------------------------ |
| 2023年6月30日 - 9月1日  | 金曜 0:30 - 1:00 | テレビ東京     | 関東広域圏     | 製作局                   |
|                         |                  | テレビ大阪     | 大阪府         |                          |
|                         |                  | テレビ愛知     | 愛知県         |                          |
|                         |                  | テレビせとうち | 岡山県・香川県 |                          |
|                         |                  | テレビ北海道   | 北海道         |                          |
|                         |                  | TVQ九州放送    | 福岡県         |                          |
| 2023年7月5日 - 9月6日   | 水曜 0:00 - 0:30 | BSテレ東       | 全国           |                          |
|                         |                  | BSテレ東4K     | 全国           | 4Kアップコンバートで放送 |
| 2023年7月27日 - 9月28日 | 木曜 0:00 - 0:30 | テレビ和歌山   | 和歌山県       |                          |

## ネット配信
| 配信開始月 | 配信サイト     | 配信料金           | 備考       |
| ---------- | -------------- | ------------------ | ---------- |
| 2023年7月  | ネットもテレ東 | 広告付き無料       | 見逃し配信 |
| 2023年7月  | TVer           | 広告付き無料       | 見逃し配信 |
| 2023年7月  | Lemino         | サブスクリプション |            |
| 不明       | U-NEXT         | サブスクリプション |            |

## 公式プラモデル
番組公式プラモデルとして「HG 1/144 量産型リコ専用ザク」が発表されている。
ベースキットは「HGUC 1/144 ザクII」であり、『量産型リコ -もう1人のプラモ女子の人生組み立て記-』のロゴカラーと、前作『量産型リコ -プラモ女子の人生組み立て記-』の1話で主人公リコが初めて組み立てた右肩を塗装したザクのデザインをモチーフにしたカラーリングとなっている。劇中に登場する企業・サービスのロゴや番組ロゴを使用したマーキングシールが付属するほか、パッケージデザインはドラマキービジュアルを使ったコラボ限定デザインとなっている。
2023年7月よりプレミアムバンダイで受注、2023年12月発送予定。